# 里亞斯內 (日托米爾州)
50°46′41″N 28°6′47″E / 50.77806°N 28.11306°E
里亞斯內（烏克蘭語：Рясне）是烏克蘭的村落，位於該國北部日托米爾州，由兹维亚赫尔区負責管轄，面積1.52平方公里，海拔高度198米，2001年人口425，人口密度每平方公里279.42人。